# Bernardo Arias Trujillo
Bernardo Arias Trujillo (Manzanares, Caldas, 19 de noviembre de 1903 - Manizales, 4 de marzo de 1938) fue un novelista, cuentista, ensayista, polemista, traductor, poeta y diplomático colombiano cuya obra principal es Risaralda, la cual «hace parte de las obras clásicas de la literatura nacional». Estuvo vinculado al grupo literario de los grecolatinos.

## Estudios
En su tierra cursó la educación primaria y algunos años de secundaria, en Manizales ingresó a la Escuela Normal de Varones (en donde estudió un año) y de allí pasó al Instituto Universitario donde obtuvo su bachillerato. En Bogotá, en febrero de 1921 se matriculó en la Facultad de Derecho de la Universidad Libre (Colombia); sin embargo, se graduó de abogado en 1927 en la Universidad Externado de Colombia. Allí lo impactó el General Benjamín Herrera, de lo cual da cuenta así:

Iniciaba estudios de jurisconsulto en la Universidad Libre, fundada por el General Herrera. Me he vestido de vanidad al recordar que fuí uno de los primeros adolescentes que concurrieron a esas aulas venerables. Era mozo de dieciocho años y mis ojos se embriagaban de patria, cuando el General, un hombre pequeño como Napoleón, pero de ceño duro y dominante, paseaba por las aulas, con un orgullo de señor feudal que pasa revista a sus vasallos...
Bernardo Arias Trujillo

## El escritor
Reconocido como una de las plumas más polémicas de sus tiempos, su vida bohemia y su declarada homosexualidad constituyeron motivo de escándalo para la sociedad caldense de la época, pueblo que con el tiempo habría de erigirlo como su escritor maldito por excelencia.
Fue, además, colaborador de los periódicos El Universal, El Liberal y La Patria.
A sus 21 años publicó las novelas cortas Luz, Cuando cantan los cisnes y Muchacha sentimental.
Como traductor se destacó por su versión de La balada de la cárcel de Reading, de Oscar Wilde, en la que incluyó una fuerte crítica a la versión castellanizada de la misma obra, publicada por Guillermo Valencia, motivo de revuelo en las letras colombianas de entonces.
Se quitó la vida el 4 de marzo de 1938 mediante una sobredosis de morfina que le provocó un derrame cerebral.
Existe un colegio nombrado en su memoria, ubicado en el municipio de La Virginia, Risaralda.
Risaralda, novela publicada por él en 1935 es considerada su obra maestra y una de las obras más importantes en la Colombia del siglo XX.

## Obras
- Cuando cantan los cisnes, novela. 1924.
- Luz, novela. 1924.
- Muchacha sentimental, novela. 1924.
- Por los caminos de Sodoma: confesiones íntimas de un homosexual, novela. 1932.
- En carne viva, sátira. 1934
- Risaralda, novela. 1935.
- Diccionario de emociones, ensayo. 1938